# Lumut
Lumut est une ville côtière de plus de 30.000  habitants dans le district de Manjung de l'État de Perak en Malaisie. Située à environ 84 km d'Ipoh et à 12 km de la ville de Sitiawan,, elle est la principale porte d'entrée de l'île de Pangkor  et connue pour l'artisanat de coquillage et de corail. Cette ville de pêcheurs autrefois peu connue est depuis devenue la base navale de la marine royale malaisienne ainsi que le site du plus grand constructeur naval de Malaisie, Boustead Heavy Industries Corporation (BHIC) (en). 

## Galerie

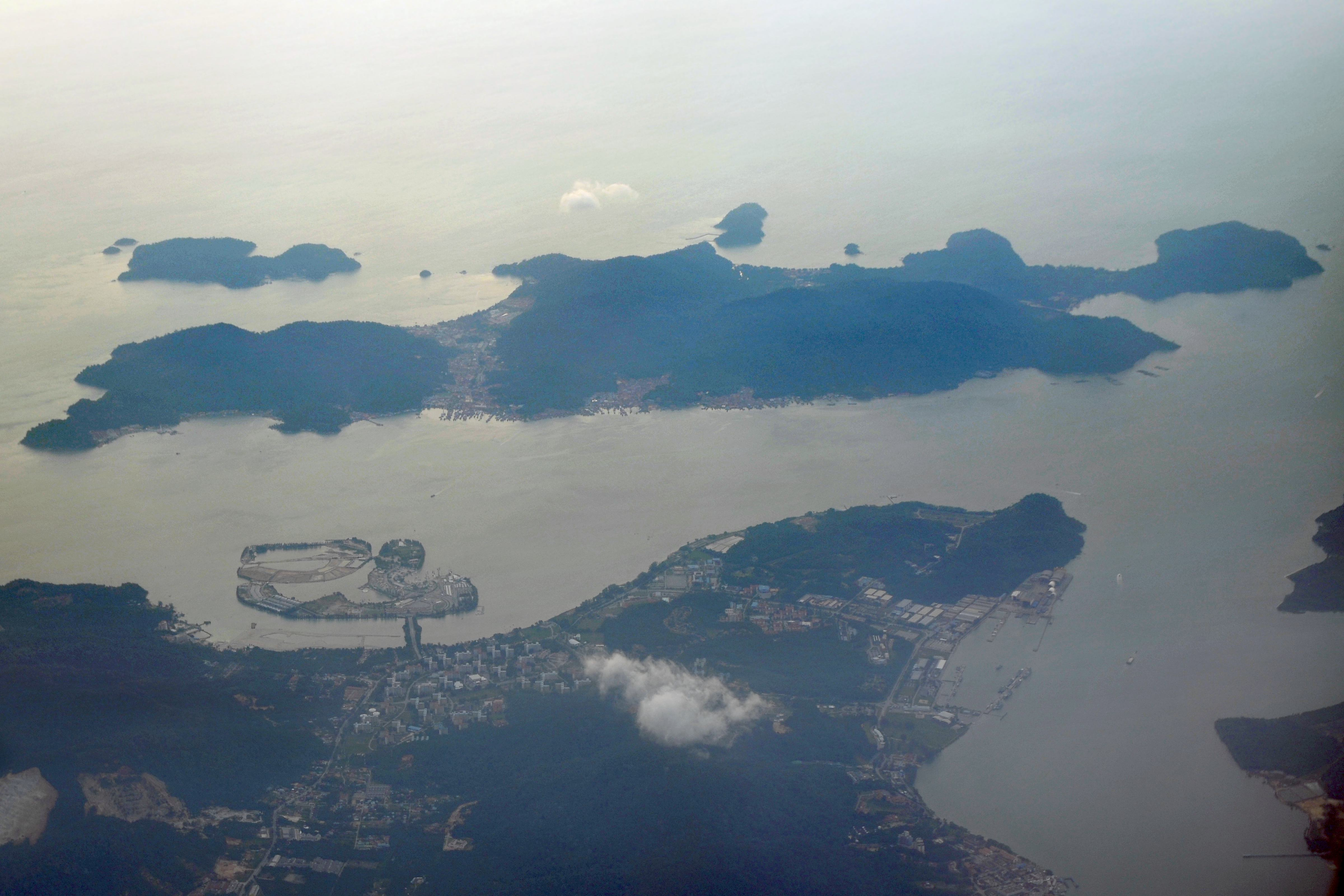
Vue aérienne de Lumut
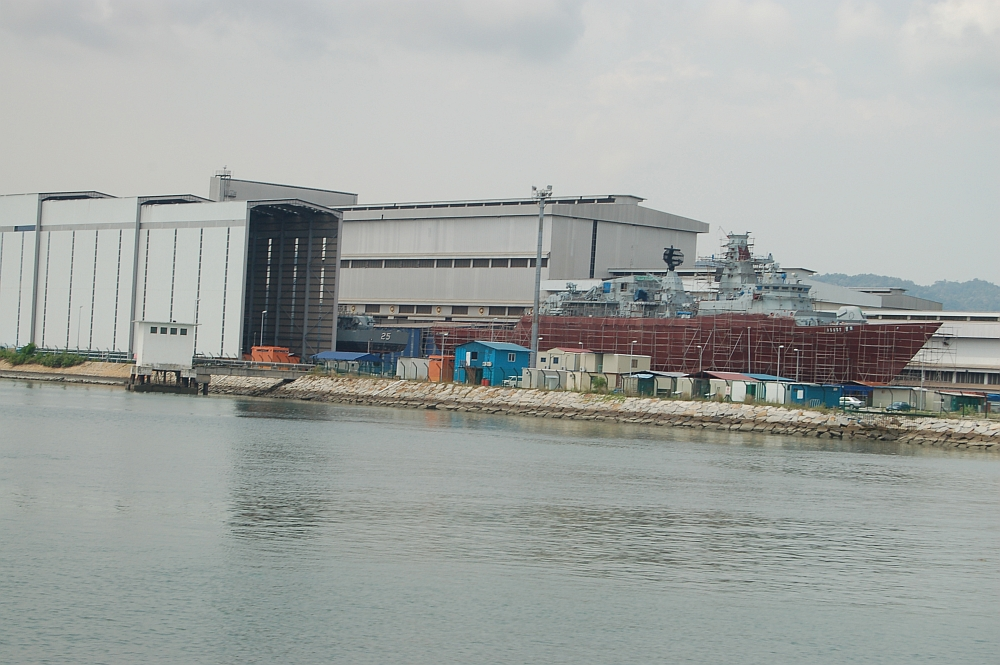
Chantier naval Boustead
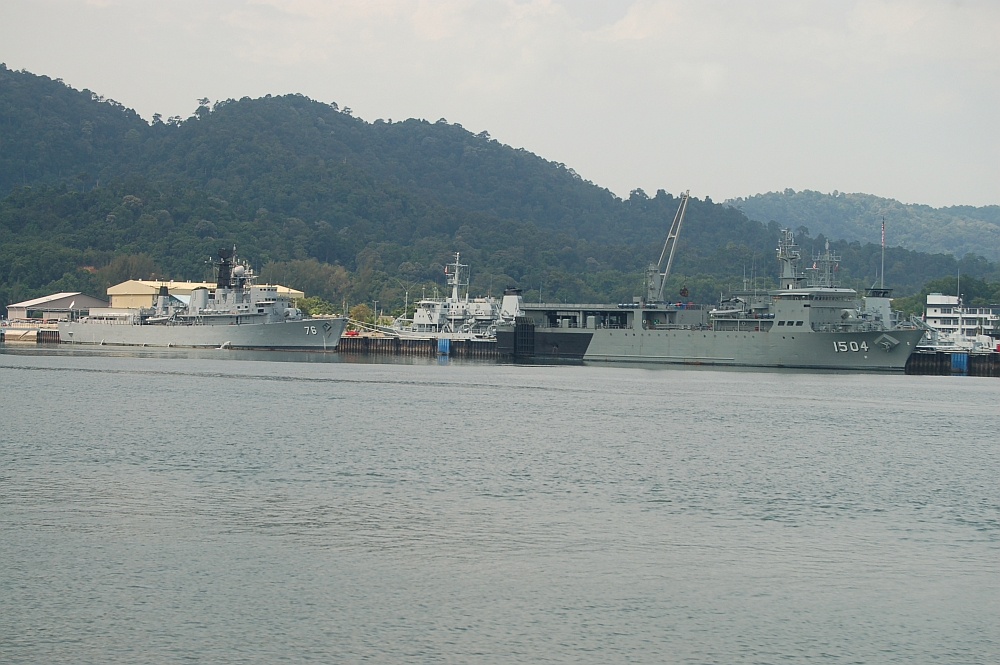
Base navale